# Dodoni
Dodoni (griechisch Δωδώνη) ist eine  Gemeinde der griechischen Region Epirus im Regionalbezirk Ioannina mit 9693 Einwohnern (2011). Sitz der Gemeinde ist das Dorf Agia Kyriaki.
Das moderne Dorf Dodoni liegt in der Nähe des antiken Orakels von Dodona.

## Geografie
Das Gemeindegebiet von Dodoni erstreckt sich über 659,796 km² zentral in der Region Epirus und im südwestlichen Teil des Regionalbezirks Ioannina. Angrenzende Gemeinden sind im Norden  Zitsa und Ioannina, im Osten Voria Tzoumerka, im Süden Ziros, im Südwesten Preveza und im Westen Souli.

## Verwaltungsgliederung
Die Gemeinde Dodoni wurde anlässlich der Verwaltungsreform 2010 aus den zuvor selbständigen Gemeinden Agios Dimitrios, Dodoni, Lakka Souliou und Selles gebildet. Diese haben seither den Status von Gemeindebezirken. Verwaltungssitz ist Agia Kyriaki.
| Gemeindebezirk  | griechischer Name                | Code   | Fläche (km²) | Einwohner 2011 | Kinotita (Κοινότητα) | Lage |
| --------------- | -------------------------------- | ------ | ------------ | -------------- | --- | ---- |
| Agios Dimitrios | Δημοτική Ενότητα Αγίου Δημητρίου | 180301 | 231,726      | 4566           | Theriakisi, Avgo, Agia Triada, Varlaam, Vouliasta, Episkopiko, Kopani, Kouklesi, Kryfovo, Melia, Mousiotitsa, Myrodafni, Perdika, Pesta, Ravenia, Serviana, Sklivani, Terovo |      |
| Dodoni          | Δημοτική Ενότητα Δωδώνης         | 180302 | 100,441      | 1338           | Dodoni, Agia Anastasia, Dragopsa, Dramesii, Kostaniani, Mandio, Melingi, Polygyros, Psina                                                                                    |      |
| Lakka Souliou   | Δημοτική Ενότητα Λάκκας Σουλίου  | 180303 | 159,506      | 2405           | Derviziana, Alepochori Botsari, Ardosis, Achlades, Vargiades, Georgani, Elafos, Bestia, Paleochori Botsari, Pendolakkos, Romanos, Serziana, Sistrouni, Smyrtia               |      |
| Selles          | Δημοτική Ενότητα Σελλών          | 180304 | 168,123      | 1384           | Baousii, Agios Andreas, Agios Nikolaos, Anthochori Dodonis, Artpoula, Asprochori, Valanidia, Zotiko, Katamachis, Kerasea, Koumaria, Lippa, Pardalitsa, Platania, Seniko      |      |
| Gesamt          | Gesamt                           | 1803   | 659,796      | 9693           | |      |